# الیکایی سنت کیلدا
الیکایی سنت کیلدا (نام علمی: Troglodytes troglodytes hirtensis) نام یک زیرگونه از گونه الیکایی اوراسیایی است.